# Zvečka
Zvečka (srbsky Звечка) je vesnice ve střední části Srbska, z administrativního hlediska spadající pod opštinu Obrenovac a hlavní město Bělehrad. Rozkládá se jihozápadně od Obrenovace, v blízkosti původního slepého ramena řeky Sávy, jehož tvar přibližně kopíruje.
V roce 2011 zde žilo 6350 obyvatel. Z národnostního hlediska jsou z 96 % srbské národnosti. Vlivem suburbanizace nedalekého hlavního města Bělehradu se počet obyvatel Zvečky postupně zvyšuje, což je jedna z výjimek ve srovnání se zbytkem země. Zatímco okolo roku 1950 tu žilo přes dva tisíce lidí, nyní je jejich počet více než dvojnásobný. Vesnice postupně z hlediska souvislosti zástavby „srostla“ se sousedním Obrenovacem.
Zvečka má vlastní poštu a školu. Jako samostatné sídlo vznikla vesnice nejspíše v 19. století.
Západně od Zvečky vede železniční trať, má však význam pouze pro nákladní dopravu. Okolo vesnice vede řada vedení vysokého napětí, které směřují do nedaleké elektrárny.